# 0からはじめましょう
『0からはじめましょう』（れいからはじめましょう）は、ととねみぎによる日本の4コマ漫画作品。芳文社の月刊雑誌『まんがタイムきららMAX』にて、2004年7月号から2008年12月号まで連載された。単行本は全2巻。

## あらすじ
東屋ことりは偶然出会った日下部有人に憧れて、同じ高校の四ツ谷学園高等部に入学した。ある日の登校中に交通事故に遭い生霊となったことりは、有人とともに生活することとなった。
ことりと有人、その妹の神無、そして学校にいる地縛霊のポチ子達のドタバタ劇を描いている。

## 主な登場人物
東屋 ことり（あずまや ことり）
本作品の主人公で、柳沢中出身で四ツ谷学園高等部に通う高校生。髪は茶髪。髪が長いため左右を三つ編みでまとめている。瞳の色は緑。前向きなのが取り柄。
生まれつき体が弱くよく入院していたため、中学のときは友人との付き合いがあまりできず、入院中の病院で有人に出会い、憧れて四ツ谷学園を受験した。しかし入学早々に交通事故に遭い意識不明となり、本人は生霊となってしまう。普通の人には見えないことを利用して、よく神無に対し笑わせたりちょっかいを出したりしている。
特技は人間蛇口（口から血を吐くこと）、趣味は河川敷でのジョギング（なお、この河川敷には鬼や幽霊らしき老人がいるので、三途の河原であると思われる）。
日下部 有人（くさかべ あると）
ことりの同級生。四ツ谷学園中等部出身で、エスカレーターでそのまま高等部に入学した。髪は薄紫。瞳の色は青。
家は神社で、自身は霊能者。そのため生霊となったことりを見ることができる。霊に憑依されやすい性質であり、よくことりを憑依させるほか、魔除けのお札がなくなると動物の霊に憑依されてしまう。ただし、退魔の力は（基本的には）ない。
日下部 神無（くさかべ かんな）
有人の妹。四ツ谷学園中等部3年生、のちに高等部へ進学。髪は薄紫のショートヘア。瞳の色は紫。
兄の有人が好きないわゆるブラコン。 そのため有人に接近することりのことをあまり快く思っていない。有人と同じく霊能力者で、かなり強力な退魔の力を持つ。常に大麻（おおぬさ）を携帯しており、普段は背中にしまっている模様。胸が小さいことを気にしている。
保科 千津子（ほしな ちづこ）
四ツ谷学園高等部の屋上にいる地縛霊。 髪は茶髪のロングヘア。瞳の色も茶色。
あだ名は「ポチ子」（ほしなちづこから。このあだ名はことりが命名した）。屋上で日差しを浴びていたときに柵が外れ転落死してしまい、その結果屋上に憑く地縛霊となった。首輪を巻き、屋上のフェンスに括られていて、その戒めが許す範囲にしか動けないが、ヒモが異常に長いため海にも行けるなど実質制限はない。他人を不幸にする体質だが、メインキャラの中では彼方にしか作用していない。トイレの花子さんやテケテケとともに「七不思議知名度向上対策会議」を開いている。
日下部 のぞみ（くさかべ のぞみ）
有人と神無の母。髪は紫のロングヘア。
外見は若いが、恐ろしいほどの厚化粧をしており、顔が割れたり溶けたりもするほど。また他の人の顔に変化する特殊メイクばりの化粧も可能である。家が貧乏なため、頻繁に神事のバイトをしている。また、バイトでミコの使用人のバイトもしており、その際は自称19歳でメイド服を着用している。
空野 彼方（そらの かなた）
有人の同級生で友人。霊を非常に怖がっており、またやや霊感があるためぼんやりと霊が見えていた。その後有人に殴られた結果霊がはっきり見えるまでになり、それともに霊に対する恐怖も若干なくなった模様。偶然見えたポチ子に恋心を抱くようになったが、そのせいで不幸になってしまう。あだ名はその風貌から「タワシメガネ」。
空野 遙（そらの はるか）
彼方の妹、神無と同級生で親友。兄と違い霊に対する恐怖心は無いどころかむしろ興味津々であり、霊能力がある神無のことを羨ましがっている。
黒乃ミコ（くろの ミコ）
神無のクラスメイトで、四ツ谷学園高等部へ外部入試で入学。髪は黒のロングヘア。瞳の色は赤。
死霊使いで、白亜ら幽霊を召し使いにしている。代々死霊使いの家計で、一人暮らしをして修行するのが習わしのため、廃病院の内装を豪華にリフォームして住んでいる。性格は素直ではなく、気に入った人物を「早く死ねばいいのに」と評する。名前の由来は魔道書「ネクロノミコン」から。
白亜（はくあ）
ミコに従う謎の霊。髪はピンク色のロングヘア。瞳の色は赤。
とある理由から、魂の抜けたことりの肉体に憑依している。古い時代から存在しており、霊格は高い。時代劇が好きで、その影響が口調や一人称の「あーし」などに見られる。性格は生まれつきのお調子者。「白亜」という名前はミコが付けたもので、本名は明かされていない。
トイレの花子さん（高等部）
四ツ谷学園高等部の学校霊。頭の真ん中に大きな赤いリボンを付け、吊りスカート姿。学校霊は“知名度”が力の源となるため、霊の噂があまり立たない高校では力が弱い。そのため、ポチ子やテケテケとともに学校に霊の噂を流そうと画策している。
テケテケ
四ツ谷学園高等部の学校霊。
トイレの花子さん（中等部）
四ツ谷学園中等部の学校霊。中等部では怪談話が盛んなため、強力な霊格を持つ。衣装は高等部の花子さんと同じだが、非常にマッチョな身体つきをしている。
日下部（父）
有人、神無の父親。単行本2巻のおまけマンガで登場。
有名な退魔師で世界を飛び回っており、数年間家を空けていた。

## 主な舞台
四ツ谷学園（よつやがくえん）
ことり達の通う学校。中等部と高等部を持つ。有人がエスカレーターで進学したと言っていることから、中高一貫校に近いものと思われる。ことりのように外部の中学校から高等部に入学するのは珍しい模様。
天野神社（あまのじんじゃ）
有人と神無の家。両親との4人暮らし。規模が小さいボロ神社。神無によれば、退魔師としてはそこそこに有名らしい。

## 書誌情報等

### 単行本
芳文社より「まんがタイムKRコミックス」として刊行されている。全2巻。
1. 第1巻（2006年10月27日発売、2006年11月11日初版発行） ISBN 4-8322-7598-4
2. 第2巻（2009年1月27日発売、2009年2月11日初版発行） ISBN 978-4-8322-7771-7